# أحمد أباد (خوي)
أحمد أباد هي قرية في مقاطعة خوي، إيران. عدد سكان هذه القرية هو 1,159 في سنة 2006.